# Antigone av Epirus
Antigone av Epirus, född före 317, död 295 f.Kr, var en drottning av Epirus genom sitt giftermål med Pyrrhus. 
Hon var dotter till Berenike I och Filip och styvdotter till Ptolemaios I av Egypten.  Genom sin mors omgifte 317 fick hon ställning som prinsessa av Egypten sedan hennes styvfar förklarat sig för kung 305. Omkring år 300 sändes Pyrrhus till Egypten som gisslan av Demetrios Poliorketes. Han gjorde sig omtyckt av hennes styvfar och visade upp sig i jaktpartier och idrotter. Omkring år 299 gifte sig Antigone med Pyrrhus och följde honom därefter till Epirus med en flotta och en legohär som hemgift. I Epirus gick Pyrrhus först med på att dela sin tron med Neoptolemos II, men mördade honom strax därefter på ett gästabud. Inte mycket är känt om Antigones liv som drottning. Hon avled troligen i barnsäng. Efter hennes död lät Pyrrhus uppkalla en koloni i Albanien efter henne: Antigonia. 